# Peter Wulf (Boxer)
Peter Wulf (* 2. August 1952 in Hamburg) ist ein ehemaliger deutscher Boxer. Er war als Berufsboxer deutscher Meister im Superweltergewicht (auch Halbmittelgewicht und Junior-Mittelgewicht genannt).

## Leben
Wulf, der Rechtswissenschaft studierte, gab seinen Einstand als Berufsboxer im Dezember 1973. Er kämpfte im Laufe seiner Karriere fünf Mal um den deutschen Meistertitel im Superweltergewicht. Von diesen Kämpfen gewann er zwei, verlor zwei, ein Kampf endete mit einem Unentschieden.
Bei seinem ersten Meisterschaftskampf im Januar 1975 gegen Peter Scheibner in der Hamburger Ernst-Merck-Halle verlor Wulf nach Punkten. Schon im April 1975 trafen Wulf und Scheibner abermals aufeinander, wieder wurde der Kampf um die deutsche Meisterschaft in Hamburg ausgetragen, der von Wilfrid Schulz als Manager betreute Wulf holte sich den Punktsieg, den das Hamburger Abendblatt anschließend als „eindrucksvollen Marsch zur Meisterschaft“ einstufte. Wulf, der sich im Laufe des Kampfes eine Risswunde über dem linken Auge zuzog, habe eine „brilliante Leistung“ gezeigt, schrieb das Blatt.
Wulf, zu dessen Stärken als Boxer schnelle Beine und ein gutes Auge zählten, verteidigte seinen deutschen Meistertitel im September 1975 durch ein Unentschieden gegen Wolfgang Gans aus Berlin. Der Hamburger war in dem Kampf technisch besser, der Berliner Gans zeichnete sich durch Schlagstärke aus. Im Mai 1976 wurde das dritte Aufeinandertreffen zwischen Wulf und Scheibner ausgetragen. In einem Kampf, der sich durch ein hohes Tempo auszeichnete und über zwölf Runden ging, geriet Wulf gegen Ende stark unter Druck und ging zu Boden. Er habe einen Augenblick lang geschlafen, sagte Wulf später, der aber nach Punkten gewann. Ende Oktober 1976 musste Wulf den deutschen Meistertitel nach einer Niederlage gegen Jean-André Emmerich abgegeben, obwohl Wulf Beschwerde gegen das Ergebnis einlegte, da Emmerich beim Wiegen Übergewicht aufwies. Um sich auf sein juristisches Staatsexamen vorzubereiten, legte Wulf eine lange Kampfpause ein. In seinen beiden letzten Kämpfen als Berufsboxer im September 1977 gab es ein Unentschieden und eine Niederlage.
Wulf wurde beruflich als Rechtsanwalt tätig, zu seinen Klienten zählten auch Reinhard Klemm, Klaus-Peter Kohl und der Bund Deutscher Berufsboxer. 1984 schloss Wulf eine Doktorarbeit (Titel: Strafprozessuale und kriminalpraktische Fragen der polizeilichen Beschuldigtenvernehmung auf der Grundlage empirischer Untersuchungen) ab. Bis Mai 1996 war er stellvertretender Vorsitzender des Bundes Deutscher Berufsboxer.